# Estrelinha-de-poupa

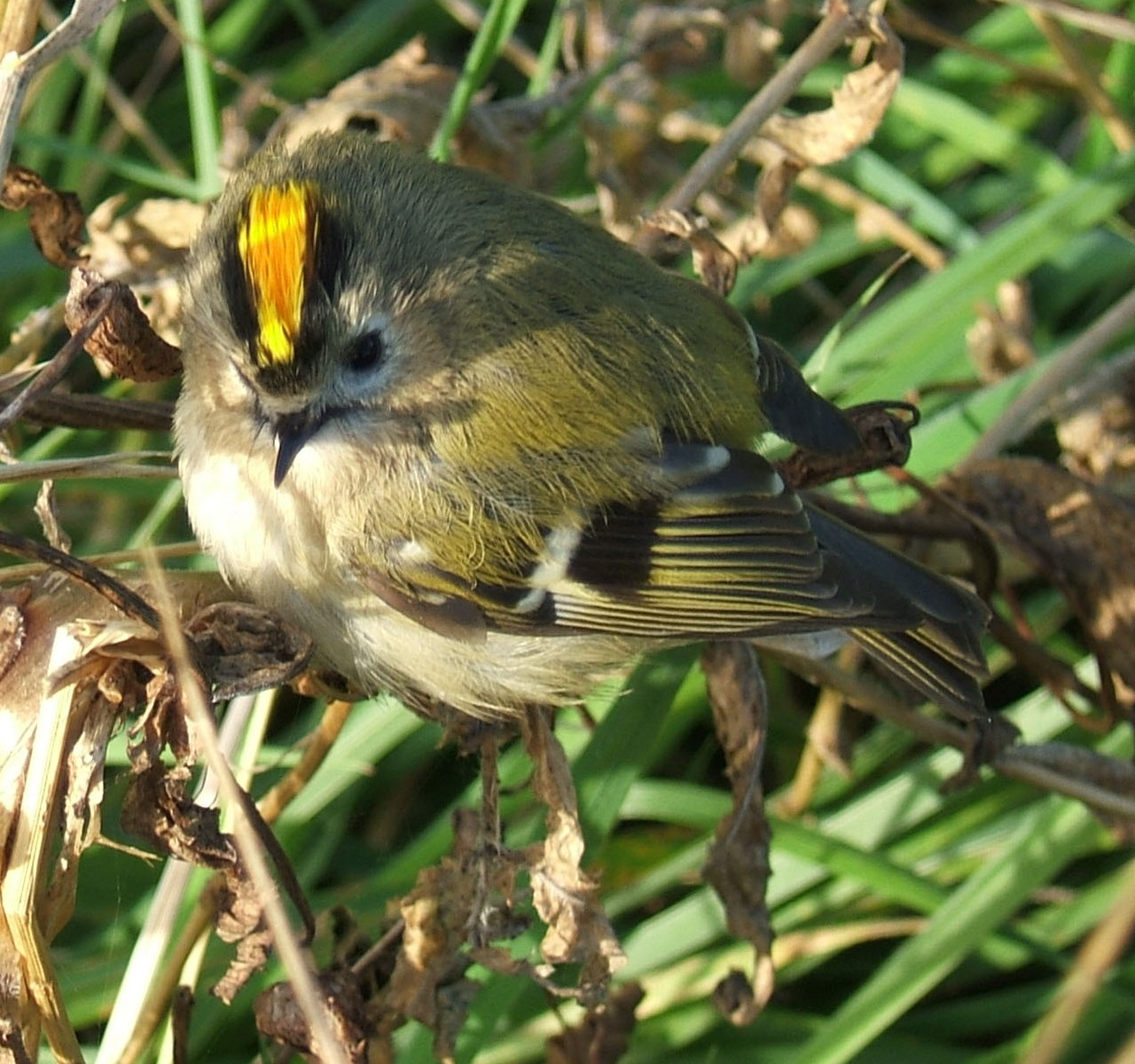
R. regulus fotografada em St Mary's Island, Northumberland, Inglaterra.

Regulus regulus (Linnaeus, 1758), conhecida pelos nomes comuns de abadejo ou estrelinha ou estrelinha-de-poupa, é uma ave passeriforme da família Regulidae com larga distribuição euro-asiática e macaronésica, a qual inclui diversas subespécies, sendo que as populações do norte e leste da área de distribuição são migratórias, deslocando-se para sudoeste durante o inverno. Com menos de 5 gramas de peso, é uma das menores aves da Europa. É uma espécie discreta, que se movimenta na copa das árvores, o que torna a sua observação bastante difícil. A presença de um pequeno penacho formado por penas douradas explica o nome português da espécie ("estrelinha") e está na origem do nome científico (regulus; "régulo", um pequeno rei), bem como das múltiplas referências que lhe são feitas no folclore europeu como sendo o rei das aves.

## Descrição
R. regulus é a mais pequena ave europeia, com apenas 8,5–9,5 cm de comprimento, uma envergadura de 13,5–15,5 cm e um peso de 4,5–7,0  g. O bico é pequeno, fino e de cor negra. As pernas são castanho-alaranjadas, escuras.
A plumagem da parte dorsal é verde-oliva, a plumagem ventral cinzento-amarelado. As asas são cinzento-esverdeadas com duas barras esbranquiçadas. A face é lisa, sendo que os olhos apresentam conspícuas íris negras. A cabeça é recoberta por plumagem cinzento-escura, coroada por uma pequeno penacho (ou poupa) de penas amarelas, as quais contrastam fortemente com os lados. O penacho é inteiramente amarelo nas fêmeas, tendo um centro alaranjado nos machos, o que torna a faixa distintiva laranja do sexo masculino muito mais conspícua quando a poupa é erguida em exibição.
O dimorfismo sexual é ténue, já que com excepção da presença da marca alaranjada no penacho, os animais de ambos os sexos são idênticos, embora quando com plumagem jovem, as fêmeas possam apresentar coloração ligeiramente mais clara na parte ventral e mais escura na parte dorsal do que os machos adultos. Os juvenis apresental coloração similar à dos adultos, mas a plumagem ventral é menos colorida e não ostentam a poupa colorida. Apesar das penas da cauda e as penas de voo poderem ser retidas durante o primeiro inverno de vida, por essa altura as aves juvenis já são quase indistinguíveis dos adultos quando observadas no seu meio natural.
A forma de voo é muito característica, consistindo batidas rápida e irregulares das asas, com ocasionais mudanças bruscas de direcção. Nos voos mais curtos, durante a alimentação, são uma mistura de súbitos voos rápidos e com frequentes períodos em que se mantém pairando. A ave move-se sem descanso entre a folhagem das árvores, rasando regularmente os ramos e subindo e descendo ao longo dos troncos.

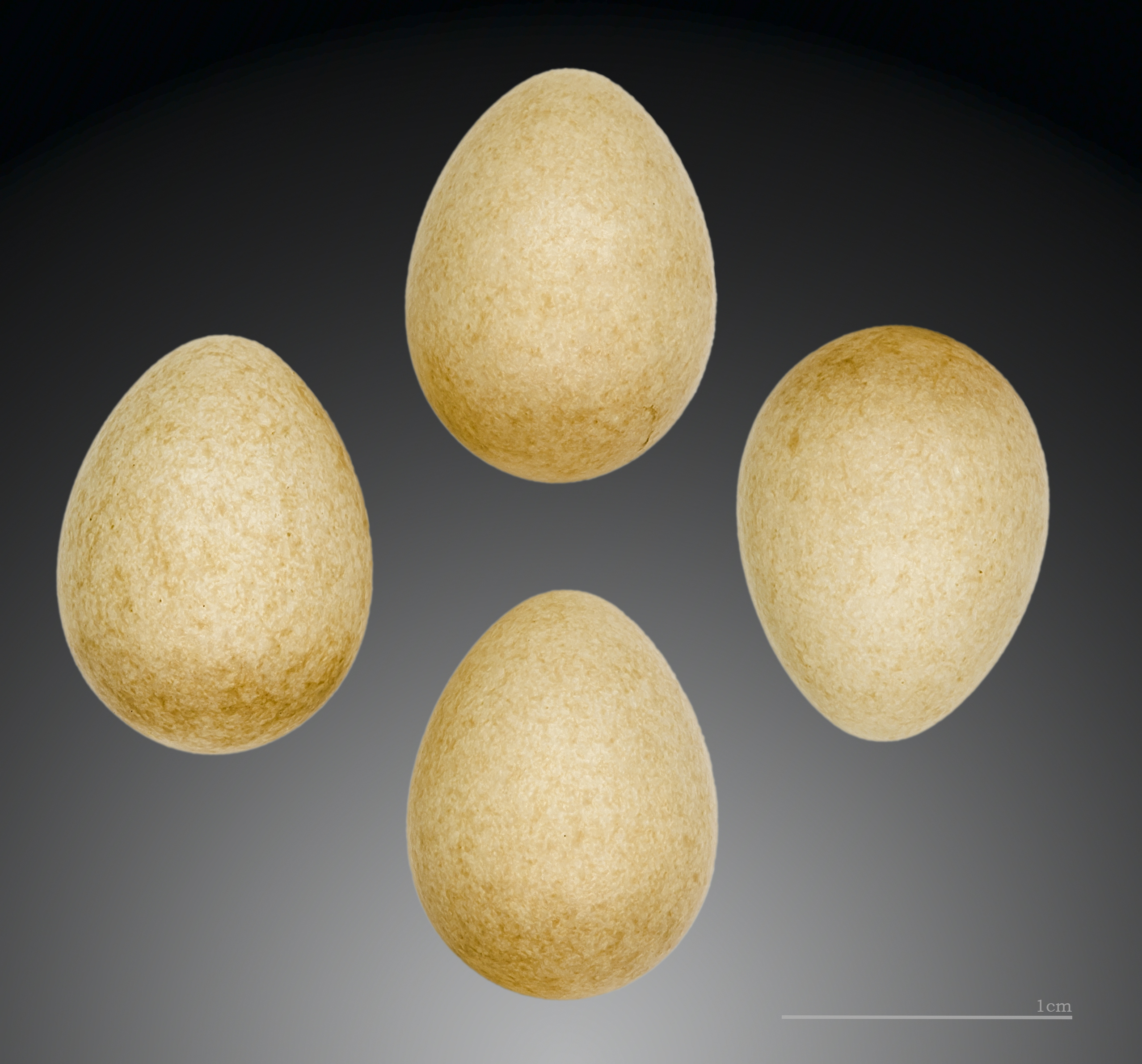
Regulus regulus regulus  - MHNT
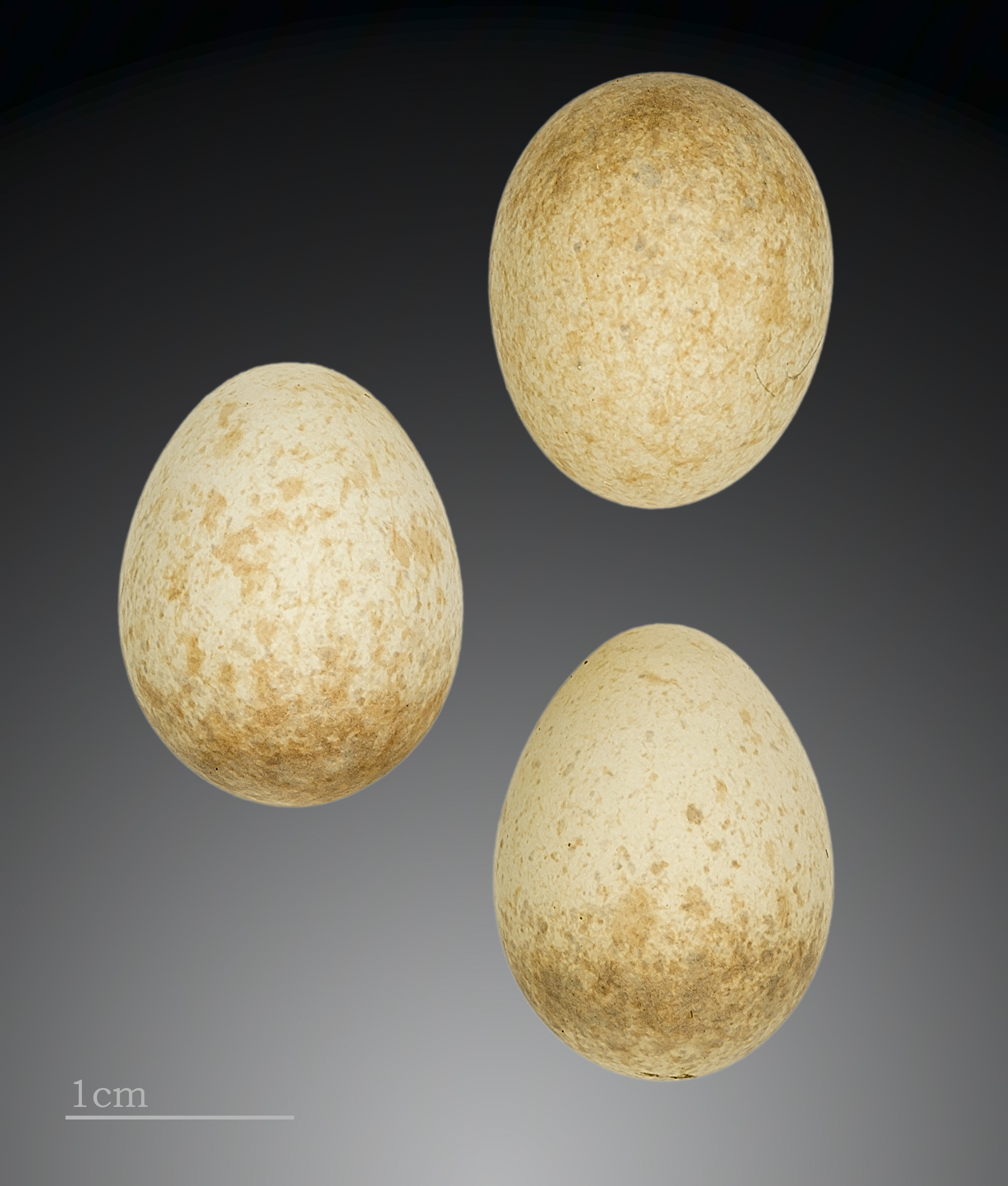
Regulus regulus azoricus  - MHNT
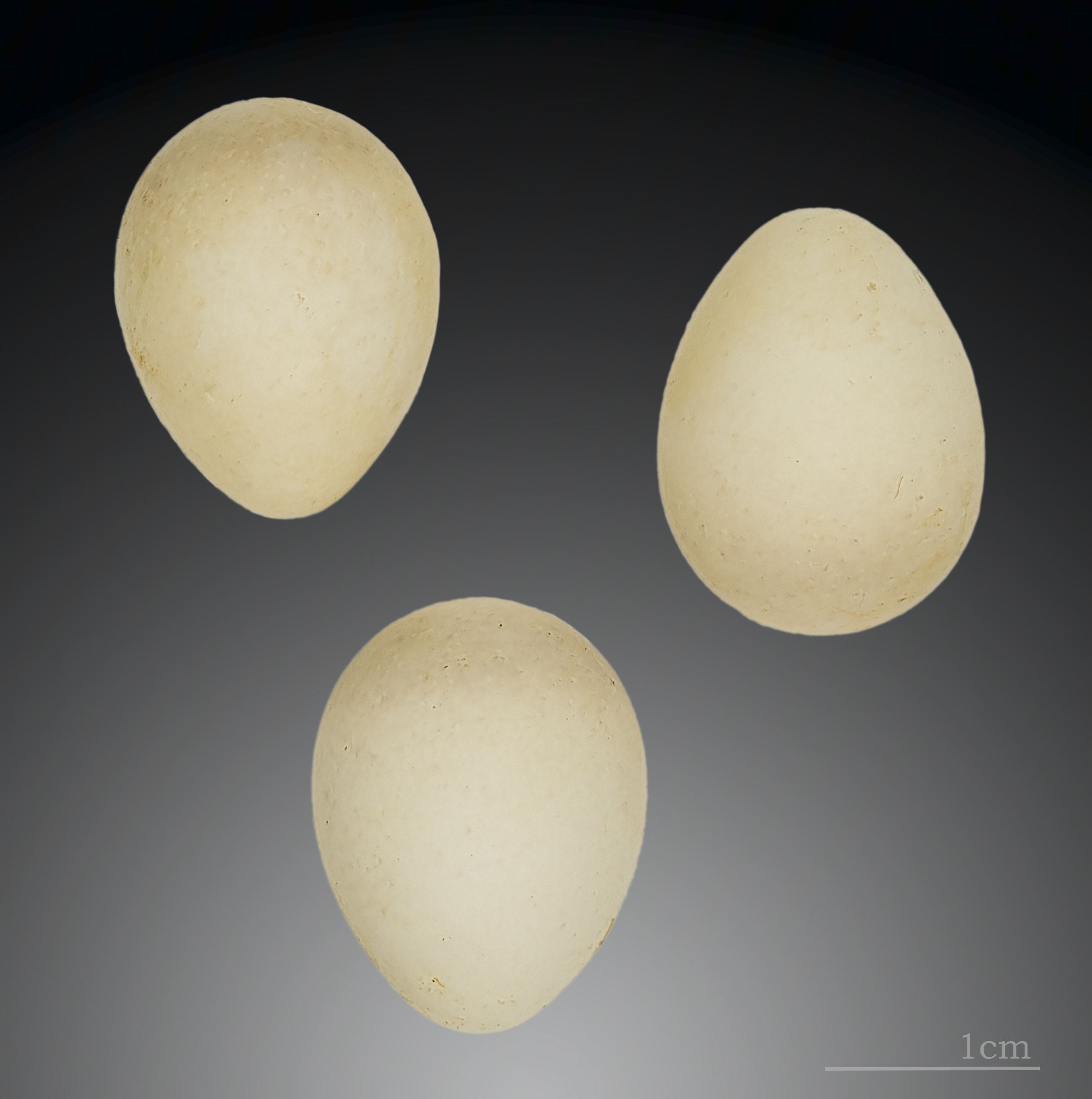
Regulus regulus inermis   - MHNT
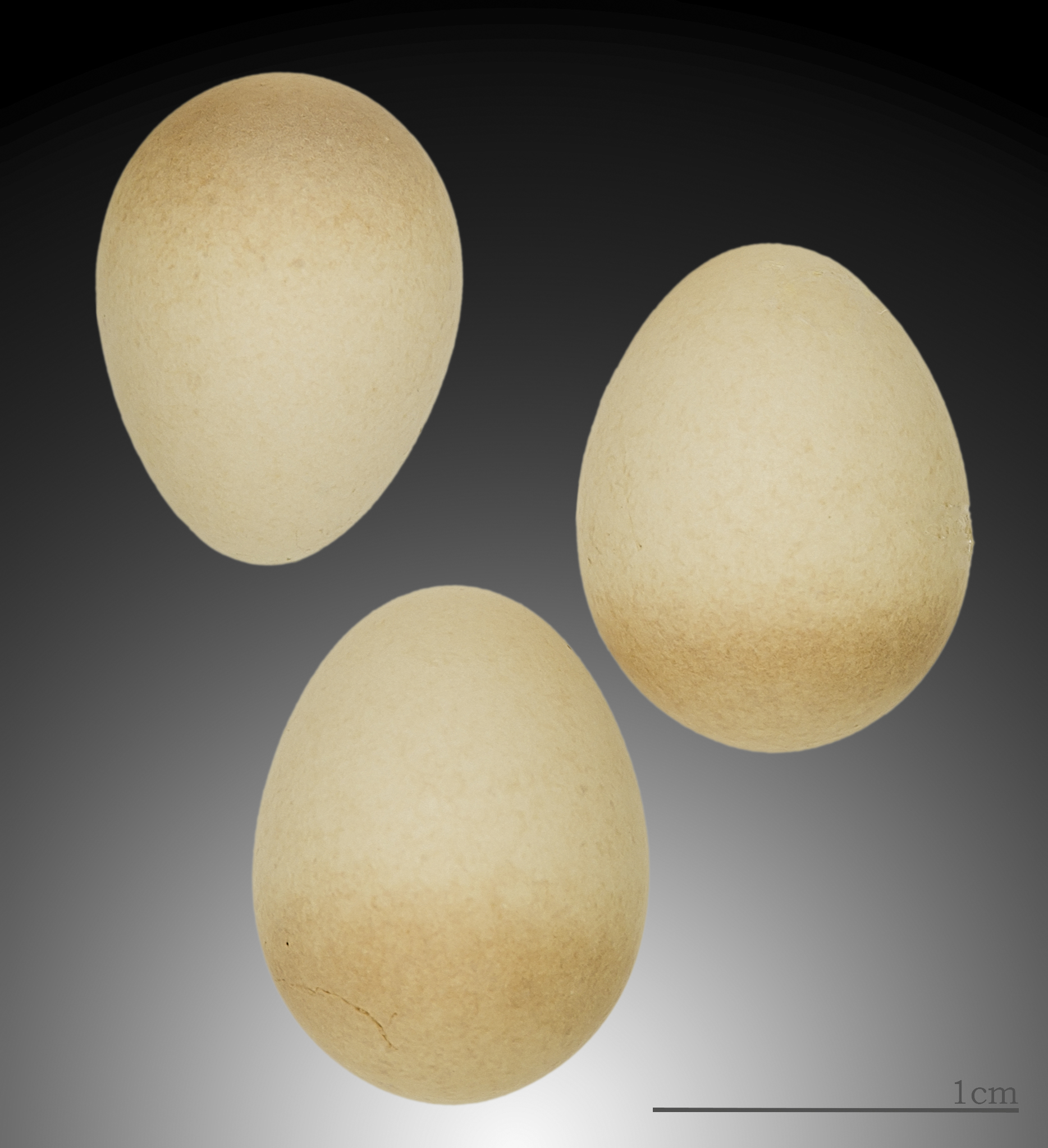
Regulus regulus teneriffae  - MHNT

## Distribuição
Em Portugal ocorre principalmente no Inverno e a sua nidificação nunca foi confirmada, embora existam observações esporádicas de machos a cantar no início da Primavera, em diversas regiões do país.
Nos Açores está registada a presença de três subespécies endémicas, embora com estatuto taxonómico pouco seguro. As subespécies endémicas açorianas são: (1) Regulus regulus sanctae-mariae, confinada à ilha de Santa Maria; (2) Regulus regulus azoricus, restrita à ilha de São Miguel; e (3) Regulus regulus inermis distribuída pelas ilhas das Flores, São Jorge, Terceira, Faial e Pico.